# Stelis pauciflora
Stelis pauciflora är en orkidéart som beskrevs av John Lindley. Stelis pauciflora ingår i släktet Stelis och familjen orkidéer. Inga underarter finns listade i Catalogue of Life.

## Bildgalleri

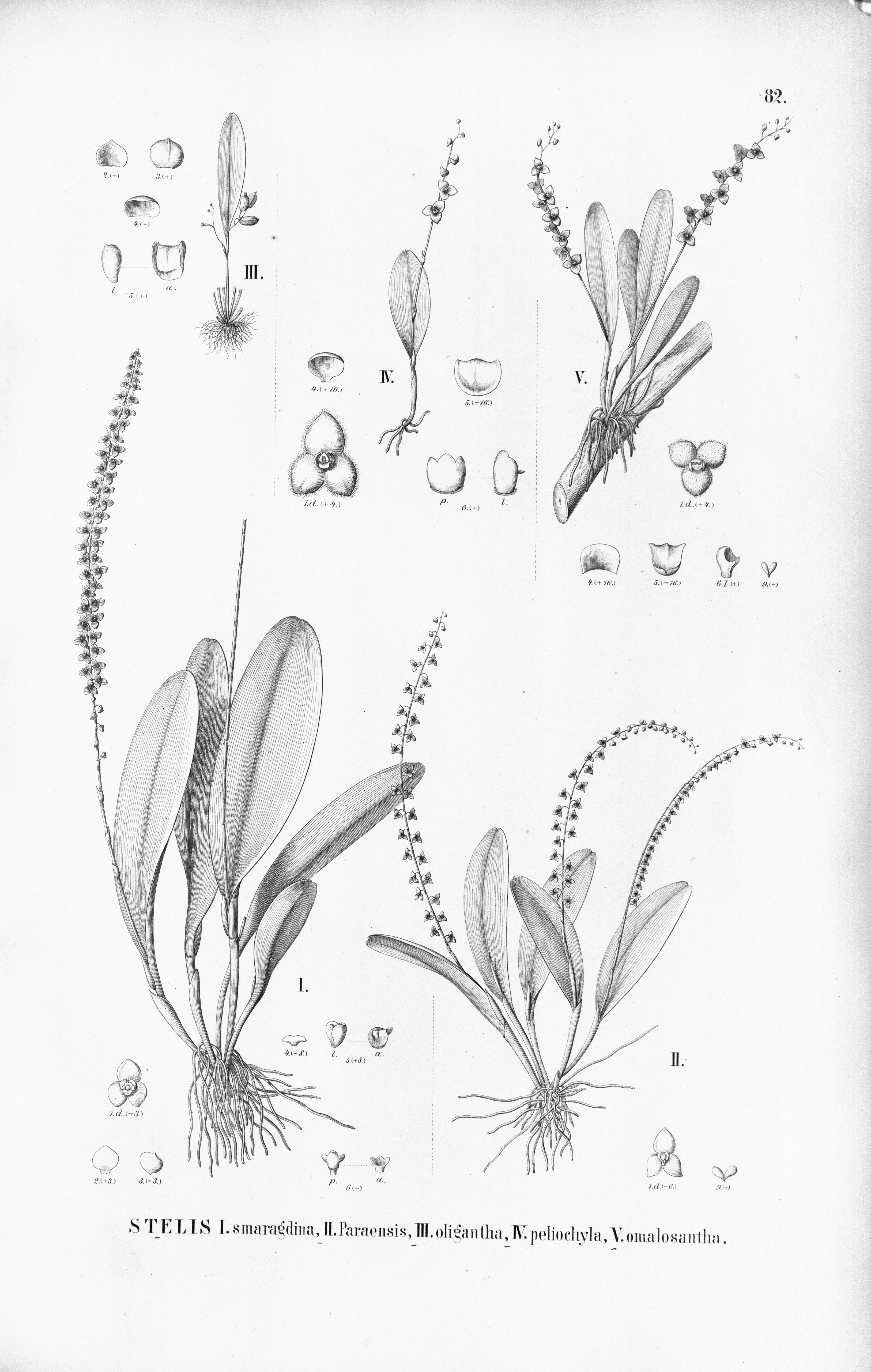